# Polizia Scientifica (DC Comics)
La Polizia Scientifica è un'agenzia di applicazione della legge immaginaria presente nell'Universo DC. Ci si riferì ad essa come "World-Wide Police" (cioè, Polizia Mondiale) nella sua prima comparsa nel XXX secolo. La Polizia Scientifica comparve poi in una serie limitata di quattro numeri dal titolo Legion Science Police. Nel XXX e XXXI secolo, la Polizia Scientifica serve i Pianeti Uniti e possiede numerosi collegamenti presso la Legione dei Super-Eroi. Nel XXI secolo, la Polizia Scientifica serve il governo federale degli Stati Uniti con divisioni a Metropolis e a Midway City.

## Storia
Nella continuità della Silver Age, anche la forza di polizia del pianeta natale di Superman, Krypton, era chiamata Polizia Scientifica. Continuò poi a proteggere la città in bottiglia di Kandor dopo la distruzione di Krypton.

## XXX e XXXI secolo
Il collegamento della Legione dei Super-Eroi presso la Polizia Scientifica è Shvaughn Erin, che sebbene non abbia dei superpoteri, giocò un ruolo fondamentale nella continuità della squadra originale e di quella post-Ora Zero, al punto che ci si riferì a lei come "Liaison Lass" (dall'inglese, Liaison = collegamento/legame)
All'inizio della continuità della terza versione della Legione, le relazioni tra la Polizia Scientifica e la Legione furono antagonistiche, infatti le cose si freddarono un po' da quando la Legione fu ufficialmente riconosciuta dai Pianeti Uniti.
Numerosi Legionari furono cadetti della Polizia Scientifica prima di unirsi alla Legione. Nella continuità della Legione, Colossal Boy fu addestrato su Marte quando ottenne i suoi poteri; nella continuità post-Ora Zero, Saturn Girl incontrò il co-fondatori della Legione Garth Ranzz e Rokk Krinn mentre viaggiava da Titano verso la Terra per cominciare l'addestramento nel quartier generale della Polizia Scientifica a Metropolis. Altri Legionari si unirono alla Polizia Scientifica quando non furono più in grado di servire nella Legione, più in particolare Dyrk Magz e Kinetix dopo lo scioglimento della Legione nella serie post-Ora Zero.

## XXI secolo
La Polizia Scientifica locale di Metropolis fu presentata quando un mostro sconosciuto, poi Atlas, attaccarono la città durante l'assenza di Superman. DuBarry fu mostrato durante un problema di scarsa fiducia in sé stesso. La Polizia fu assistita da un esperto di comunicazione che lavorava dietro le quinte, che era anche il secondo in comando.
I leader della Polizia Scientifica DuBarry e Daniels, insieme a numerose guardie carcerarie, furono uccisi durante gli eventi di "Nuova Krypton", quando un gruppo di Kandoriani guidati dal Comandante Gor assalì Stryker's Island e domandò la custodia del Parassita. Il Controllo della Polizia Scientifica "Rachel" incaricò il Guardiano di agire da collegamento tra il Dipartimento di Polizia di Metropolis ed una coalizione di super eroi perché portassero giustizia a tutti gli ufficiali di polizia e guardie carcerarie corrotte. Dopo che i Kandoriani lasciarono la Terra il Guardiano fu nominato Comandante in Campo della Polizia Scientifica, come rimpiazzo per DuBarry e Daniels, dovuto in parte ai ricordi clonati di Jim Harper come ufficiale di Polizia e di Guardiano come supereroe.

## In altri media
La Polizia Scientifica comparve nella serie animata Legion of Super Heroes. I poliziotti considerano i Legionari dei "fenomeni da baraccone" e si sentono sdegnati della loro interferenza negli affari della polizia, nonostante gli eroi abbiano molto più successo nei suddetti affari della polizia.